# Gersemia danielsseni
Gersemia danielsseni är en korallart som först beskrevs av Studer 1891.  Gersemia danielsseni ingår i släktet Gersemia och familjen Nephtheidae. Inga underarter finns listade i Catalogue of Life.